# Нижній Верман (річка)
Нижній Верман або Войта — річка на південному заході Кольського півострова в Мурманській області, Росія. Має назви Середній і Верхній Верман відповідно, в середній і верхній течії. Глибина місцями сягає 2 метрів, довжина — 31 км, ширина — 37 км. Нижній Верман бере початок на схилах гори Репотунтурі недалеко від села Алакуртті. Річка протікає горбистою місцевістю через озера Верхній і Нижній Верман, впадаючи в озеро Толванд і Іовське водосховище. Місцями до неї примикають глибокі болота. Висота прилеглих височин сягає 560 метрів. Найзначніші сопки — Воянвара, Войта, Репотунтурі, Прикордонна. Береги річки вкриті сосновим і смерековим лісом. Верман — річка швидка, з безліччю порогів. Витікаючи з озера Нижній Верман, вона утворює невеликий водоспад (1 метр заввишки). Середину річки прикрасили невеликі безіменні острови. Притоки річки невеликі, не позначені на карті. Населених пунктів тут теж немає. Однак річку подекуди перетинають залізничні, автомобільні траси та зимники. Повсюди розташовані землянки, що збереглися з часів німецько-радянської війни, та руїни військових укріплень. На згадку радянським солдатам на лівому березі встановлено пам'ятник.